# 東京都立航空工業高等専門学校

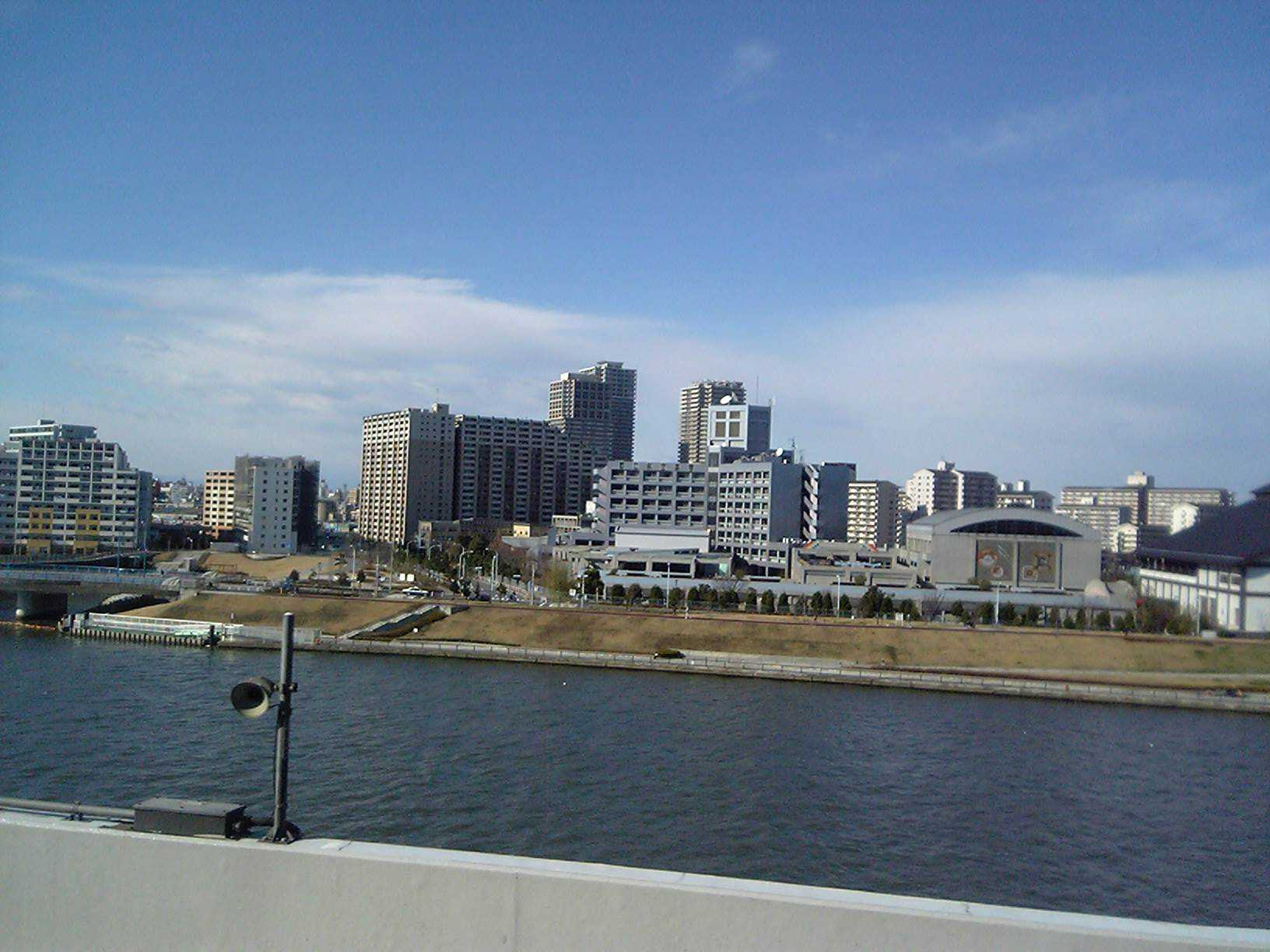
東京都立航空工業高等専門学校全景

東京都立航空工業高等専門学校（とうきょうとりつ こうくうこうぎょうこうとうせんもんがっこう）は、かつて東京都荒川区南千住に存在した公立高等専門学校。設置者は公立大学法人首都大学東京であった。現在の東京都立産業技術高等専門学校の前身校の一つ。
英語表記は、Tokyo Metropolitan College of Aeronautical Engineering（略称：TMCAE）である。学生や近隣住民からは「航空高専」「航専」等と呼ばれていた。
2006年度から東京都立工業高等専門学校と統合され、新たに東京都立産業技術高等専門学校を設立、専攻科を設置した。同年度に開学した公立大学法人首都大学東京設置の産業技術大学院大学と連携し、高専から専門職大学院に至る全国初の9年間一貫のものづくり教育を目指している。
2008年度から、運営を東京都から公立大学法人首都大学東京に移管した。その後、航空高専は本科学生の卒業を待って、平成21年度末（2010年3月31日）に閉校した。

## 概要
日本全国に60数校ある高専の中で唯一、航空工学科が設置されていた。航空高専では、水上飛行機（産学連携）や人工衛星（KKS-1）などの研究開発・設計製作が行われていた。
アイデア対決・全国高等専門学校ロボットコンテスト（ロボコン）の全国大会にて優勝・ロボコン大賞受賞経験がある。また、鳥人間コンテスト選手権大会で3位入賞経験がある。
東京都都市整備局が事業主体となる「白鬚西地区市街地再開発事業」の事業区域内に所在するため、学校としては珍しく都市施設として都市計画決定されている。都市計画事業名は「東京都市計画学校第1号 都立航空工業高等専門学校」である。
1969年10月には、大学などの学生運動の影響を受けて、一部の学生により教室の占拠・封鎖が行われた。
1977年3月31日には、木曽駒ケ岳を縦走していた山岳部員7人が雪崩に巻き込まれて死亡し、後に遺族が顧問教諭と東京都を提訴した。

## 沿革
- 1938年4月1日 - 東京府航空工業学校として設立。機体製作科、航空機関科、精密機械科を設置。
- 1943年4月1日 - 東京府航空工業専門学校を併置。航空機工学科、航空発動機工学科を設置。
- 1946年2月7日 - 東京都立城北工業学校、東京都立理工専門学校とそれぞれ改称。設置学科をそれぞれ工業理科、機械科に改組。
- 1948年4月1日 - 学制改革により、東京都立城北工業高等学校となる。機械科とし、機械工作課程、機械設計課程、製造機械課程、工場経営課程を設置。
- 1951年3月17日 - 東京都立理工専門学校を発展的解消（東京都立大学 (1949-2011)の一部として昇格）。
- 1954年4月1日 - 製造機械課程および工場経営課程を、それぞれ航空機体課程、航空原動機課程へ改組。
- 1955年4月1日 - 東京都立航空工業高等学校へ改称。
- 1958年4月1日 - 機械工作課程、機械設計課程を機械科とし、航空機体課程および航空原動機課程をそれぞれ航空機体科、航空原動機科に改組。
- 1962年4月1日 - 高等専門学校に改組、東京都立航空工業高等専門学校となる。航空機体工学科、航空原動機工学科、機械工学科を設置。
- 1964年3月31日 - 東京都立航空工業高等学校を閉校。
- 1972年4月1日 - 東京都立航空工業短期大学校舎を移管。
- 1989年4月1日 - 航空機体工学科および航空原動機工学科を航空工学科に改組。電子工学科を設置。
- 1993年4月1日 - 現住所の新校舎へ移転。
- 2006年4月1日 - 東京都立産業技術高等専門学校へ改組。東京都立航空工業高等専門学校の敷地は、東京都立産業技術高等専門学校荒川キャンパスとなる。
- 2010年3月31日 - 東京都立航空工業高等専門学校を閉校。

## 設置課程

### 2005年度入学生まで
- 航空工学科
- 機械工学科
- 電子工学科

学生の所属はないが、上記学科の他に、一般教養科目（外国語、文学、数学等）を担当する一般科があった。

## 付属施設
- 総合情報センター
- 共同研究センター
- 汐黎（せきれい）ホール
- 科学技術展示館
- 図書館
- 屋上ヘリポート
- 食堂
  - 見晴らしのよい全面ガラス張りの学生食堂が実験棟2階にあった。
- 寮・寄宿舎
  - 都立高専であることから、学生は東京都都民であることが入学条件となっていたため、学生寮は設置されていなかった。なお、統合後の東京都立産業技術高等専門学校は、平成21年度（2009年度）から東京都外からも入学者の募集を開始している。

## 学生生活
- 航専祭（学園祭）
- 体育祭
- 部活動・サークル活動
  - 体育系の団体はアリーナ棟、文化系の団体は部活棟に部室があり、多くの学生が部活動・サークル活動に参加していた。
  - アイデア対決・全国高等専門学校ロボットコンテスト（ロボコン）全国大会優勝、ロボコン大賞受賞経験のある「ロボット研究会」、鳥人間コンテスト選手権大会での3位入賞経験がある「人力飛行機研究部」などが有名であった。

## 交通アクセス
鉄道
- 常磐線・つくばエクスプレス線・東京メトロ日比谷線南千住駅から徒歩15分
- 東武伊勢崎線鐘ヶ淵駅から徒歩20分
- 京成本線京成関屋駅から徒歩15分

バス
南千住駅東口より都営バス「上46系統」乗車、「都立航空高専前停留所」下車すぐ。

## 著名な関係者
- 荒井昌一 - FMW元リングアナウンサー、元社長。中退。
- 飯島藤十郎 - 山崎製パン創業者。元体操教師。
- 稲田浩司 - 漫画家。卒業生。
- 熊谷健一 - 明治大学法科大学院教授。卒業生。
- 後藤治 - 元ホンダF1プロジェクトリーダー。卒業生。
- 平山ユージ - フリークライマー。中退。
- 和田由貴夫 - ぽると出版創業者、雑誌『バスラマ・インターナショナル』編集長。卒業生。

## 本校が登場する作品
- 五十嵐貴久の小説『2005年のロケットボーイズ』のモデルとなり、テレビドラマ版では監修と撮影協力を行った。
- 里好の漫画『トランジスタ・ティーセット〜電気街路図〜』の作中で、主人公が通う南千住にある「東電高専」のモデルとなった。